# Kate McIlroy
Kate McIlroy (Wellington, 26 de agosto de 1981) é uma triatleta profissional neozelandesa.

## Carreira

### Londres 2012
Kate McIlroy disputou os Jogos de Londres 2012, terminando em 10º lugar com o tempo de 2:01:28. 